# 函館の女
「函館の女」（はこだてのひと）は、1965年11月10日に発売された北島三郎のシングル。140万枚の売上を記録した。

## 解説
当初は「（女が）東京へ出てくる」内容で詞が書かれたが、レコーディングディレクターの助言で函館をテーマにしたものに変更された。島津は作曲の際にうまく旋律が収められず、星野に「最後の1文」の追加を依頼した。星野もそれがなかなか浮かばず、途中で小用を足して戻ってきたときにふざけて言った「とても我慢ができなかったよ」が採用された。
発売当初はA面が「北海道恋物語」、B面が「函館の女」であったが、後にA面とB面が入れ替えられた。

## 収録曲
1. 函館の女（3分10秒）
作詞：星野哲郎／作曲・編曲：島津伸男
2. 北海道恋物語（3分37秒）
作詞：南沢純三／作曲：関野幾生／編曲：中村貞夫

## タイアップ他
CM
永谷園から発売されているお茶づけ海苔シリーズの「さけ茶づけ」のCMや、1995年にはアサヒビールの「道産の生」のCMで替え歌が歌われた。
まちづくり
1992年8月には、歌詞にも登場する函館山の山頂に本曲の歌碑が立てられる予定であった。しかし、これに異議を唱える主婦や市民団体が反対運動を起こして函館市や議会に要望と陳情を行い、論争になった。歌碑建立問題は同年末時点で進展していなかった。

## カバー
- ザ・ピーナッツ - 「華麗なる ザ・ピーナッツの世界 50年だよピーナッツ!」収録
- 春日八郎 - 「春日八郎演歌百選」収録
- 三橋美智也 - 「哀愁演歌」収録
- 藤圭子 - 1976年9月26日放送 NHK「ビッグショー」で歌唱。先の1967年2月の岩見沢雪まつり歌謡大会で本曲を歌唱して芸能界入りのきっかけになった。
- 中村美律子 - 「ナツメロ演歌一夜第三集」収録
- 大江裕 - 2010年『演歌大将・大江裕〜日本列島 歌飛脚Ⅰ〜』、2014年『大江裕 ベスト 北風大将/のろま大将』収録
- 氷川きよし - 2015年『新・演歌名曲コレクション2 -愛しのテキーロ/男花-』収録